# Зеленодольск (Сахалинская область)
Зеленодо́льск — село в Анивском городском округе Сахалинской области России.

## География
Село находится на берегу реки Таранай, на расстоянии 14 км от города Анива, административного центра округа. 

## История
До 1945 года принадлежало японскому губернаторству Карафуто и называлось Камитараннай (яп. 上多蘭内). После передачи Южного Сахалина СССР село получило современное название (также предлагался вариант Верхне-Кирилловское).

## Население
| 2002 | 2010 | 2013 | 2021 |
| ---- | ---- | ---- | ---- |
| 41   | ↗49  | ↘38  | ↘37  |

### Половой состав
Согласно результатам переписи 2002 года, в селе проживал 41 человек (21 мужчина и 20 женщин).

### Национальный состав
Согласно результатам переписи 2002 года, в национальной структуре населения русские составляли 88 % из 41 чел.

## Улицы
В селе имеется одна улица — Заводская.